# Jeu du chaos

Création du triangle de Sierpinski selon la méthode du jeu du chaos

Animation d'un tétraèdre de Sierpinski selon la méthode du jeu du chaos

Animation utilisant la méthode du jeu du chaos

En mathématiques, le terme jeu du chaos a été introduit en 1993 par Michael Barnsley. 
À l'origine, il s'agissait d'une méthode simple et rapide de création de fractales utilisant un polygone et un point initial choisi au hasard dans ce polygone. La fractale est créée en construisant une suite de points par itérations successives : en partant d'un point initial choisi aléatoirement, chaque point de la suite est positionné à une fraction donnée de la distance qui sépare le point précédent d'un des sommets du polygone. Ce sommet est choisi aléatoirement à chaque itération. En répétant ce processus un nombre de fois important, et en ignorant les premiers points de la suite, un motif fractal apparaît dans la plupart des cas. 
En utilisant un triangle équilatéral et un rapport 1/2, le jeu du chaos fait apparaître le triangle de Sierpinski, (voir illustration). 
Le terme est parfois employé pour désigner une méthode de génération de l'attracteur d'un système de fonctions itérées (IFS). Les motifs créés à partir du jeu du chaos sont ceux générés par un IFS constitué uniquement d'homothéties de rapport égal.
Partant d'un point {\displaystyle x_{0}} du plan et de k points {\displaystyle c_{i}}, les itérations successives créent la suite de points {\displaystyle x_{n}} telle que {\displaystyle x_{n}=f_{i}(x_{n-1})}, où {\displaystyle f_{i}} est une homothétie de rapport {\displaystyle r(0<r<1)} centrée sur l'un des points {\displaystyle c_{i}} choisi aléatoirement. L'ensemble des points converge vers l'attracteur concerné. Si le point {\displaystyle x_{0}} appartient à l'attracteur, alors tous les points appartiendront à l'attracteur. 
Cette méthode est utilisée pour sa simplicité et sa rapidité, mais le nombre de motifs qu'elle peut générer est plus limité qu'un système de fonctions itérées.
Sauf cas particulier, la dimension de Hausdorff {\displaystyle D_{H}} de l'attracteur généré par un jeu du chaos de rapport r, ayant n centres d'homothétie vaut :
{\displaystyle D_{H}=\ln {(n)}/\ln {(1/r)}}